# Relations entre la Géorgie et la Turquie
Les relations entre la Géorgie et la Turquie sont aujourd'hui celles de deux pays ayant une frontière commune, appartenant à une région limitrophe entre deux continents et permettant des échanges commerciaux multinationaux entre des pays d'Europe et des pays d'Asie.  

## Bref rappel historique et religieux
Sur le plan historique, après les guerres russo-turques du XIXe siècle entre l'empire russe et l'empire ottoman, l'empire soviétique et la jeune république turque ont modelé durant les années 1920 des frontières qui correspondaient peu aux aspirations des nations caucasiennes (tant du Nord que du Sud) : elles correspondaient plus à un rapport de force et à un partage entre Vladimir Ilitch Lénine et Mustafa Kemal Atatürk, malgré les traités internationaux signés. Les puissances vainqueurs de la Première Guerre mondiale ne sont d'ailleurs pas intervenues. Sur le plan religieux, l'opposition entre l'empire russe et l'empire ottoman s'était traduite par des christianisations et des expulsions au gré des vainqueurs : la période commencée durant les années 1920, réputée laïque dans la région, a conduit à une certaine glaciation des positions.  
Pour la  Géorgie, la situation n'a été guère différente : le cœur du pays a toutefois été épargné. Sur la question des territoires, après avoir perdu plusieurs provinces en Asie mineure (Tao-Klardjétie, Lazistan...) au profit de l'empire ottoman, la Géorgie perd durant les années 1920 plusieurs district (Artvin, Kars...) au profit de la Turquie. Sur la question des religions, les populations abkhazes et adjares qui étaient musulmanes - de l'école hanafite - depuis le XVIIe siècle sont converties de force pour une partie au christianisme[réf. nécessaire]. Les relations turquo-géorgiennes restent d'autant plus complexes, qu'à la suite des annexions territoriales anciennes, une population d'ethnie géorgienne -les Lazes-, musulmans, vit sur le territoire de la Turquie.

## Après la restauration de l'indépendance
À la suite de la dislocation de l'URSS, la Turquie reconnaît l'indépendance de la Géorgie le 16 décembre 1991, puis conclut un protocole diplomatique le 21 mai 1992.
Les indépendances autoproclamées de l'Ossétie du Sud-Alanie et de l'Abkhazie soutenues par la Russie en 2008, mettent la Turquie dans une position délicate car l'économie du pays est dépendante des ressources russes. À ce jour la Turquie ne reconnaît pas l'indépendance de ces territoires, non plus qu'elle ne l'avait d'ailleurs fait en 2004 lors de la brève sécession de l'Adjarie, république autonome de Géorgie.

## Relations diplomatiques
La Géorgie possède une ambassade à Ankara et de deux consulats à Istanbul et Trabzon.
La Turquie dispose d'une ambassade à Tbilissi et d'un consulat à Batoumi.

## Relations économiques
La Géorgie et la Turquie occupent une place stratégique entre les régions pétrolières Sud Caspienne et la Mer Méditerranée. L'oléoduc Bakou-Tbilissi-Ceyhan, ouvert en 2005, traverse les deux pays tout comme le Gazoduc Bakou-Tbilissi-Erzurum.
Les deux pays sont membres fondateurs de l'Organisation de coopération économique de la mer Noire.
La Turquie est devenue le premier partenaire commercial de la Géorgie, tant pour les importations et que pour les exportations. La Turquie constitue pour la Géorgie le seul accès terrestre vers l'Europe, tandis que la Géorgie constitue pour la Turquie le seul accès vers l'Azerbaïdjan (allié traditionnel et pourvoyeur d'hydrocarbures) et l'Asie centrale car les frontières avec l'Arménie et avec l'Iran lui sont fermées.  
Un axe économique entre Ankara, Tbilissi et Bakou s'est constitué, en termes d'échanges commerciaux, d'investissements et de communications, explicitement encouragé par l'Union européenne et les États-Unis.

## Compétition sportives
Les équipes de Géorgie et de Turquie se trouvent généralement au sein de la fédération européenne.
Les équipes turques et géorgienne de football se sont rencontrées par quatre fois dont deux matches à l'occasion de la phase qualificative de la Coupe du monde de football 2006
Les athlètes s'affrontent également dans les sports nationaux que sont les sports de combats ou de force: lutte, boxe, judo, haltérophilie